# Deraeocoris cordiger
Deraeocoris cordiger is een wants uit de familie van de blindwantsen (Miridae). De soort werd het eerst wetenschappelijk beschreven door Carl Wilhelm Hahn in 1834.

## Uiterlijk
De ovaal gevormde wants is macropteer, zwart met een variabele geel of oranje tekening en kan 5,5 tot 6 mm lang worden. De antennes zijn zwart, het tweede segment is enigszins verdikt aan het einde. De pootjes zijn zwart en om de schenen heeft de wants gele ringen. De kop is ook zwart, het halsschild kan helemaal zwart zijn of een gele of oranje tekening hebben, het scutellum is oranje of geel. Het lichaam heeft een zwarte basiskleur met gele of oranje tekening, meestal een strook aan de buitenrand van de voorvleugels en een vlek midden op de rug.

## Leefwijze
De soort kent één enkele generatie en leeft op brem (Cytisus scoparius) op droge kalkrijke grond. De eitjes die voor de winter gelegd zijn komen in mei uit, de nimfen kunnen tot juli gevonden worden, de volwassen wantsen tot in eind september.

## Leefgebied
In Nederland komt de wants in de binnenlanden algemeen voor hoewel er sinds 1980 minder waarnemingen worden gedaan. De soort komt verder voor in het Palearctisch gebied, voornamelijk in Europa.